# Tolvmansgrundet, Pedersöre
Tolvmansgrundet är en ö i Finland. Den ligger i sjön Larsmosjön och i kommunen Pedersöre i den ekonomiska regionen  Jakobstadsregionen  och landskapet Österbotten, i den centrala delen av landet, 400 km norr om huvudstaden Helsingfors. Öns area är 3 hektar och dess största längd är 300 meter i nord-sydlig riktning.